# Chromoptilia perrieroides
Chromoptilia perrieroides är en skalbaggsart som beskrevs av Renaud Maurice Adrien Paulian 1991. Chromoptilia perrieroides ingår i släktet Chromoptilia och familjen Cetoniidae. Inga underarter finns listade i Catalogue of Life.